# Hässleholms högre allmänna läroverk
Hässleholms högre allmänna läroverk var ett läroverk i Hässleholm verksamt från 1908 till 1968.

## Historia
Skolan var en kommunal mellanskola från 1911 till 1930 och påbörjade 1928 omvandling till samrealskola som även hade ett kommunalt gymnasium från 1935.
1942 blev skolan Hässleholms högre allmänna läroverk. Skolan kommunaliserades 1964 och namnändrades till Linnéskolan efter att gymnasieskolan flyttat därifrån. Studentexamen gavs från 1938 till 1968 och realexamen från 1913 till 1966.